# Paralephana purpurascens
Paralephana purpurascens là một loài bướm đêm trong họ Noctuidae.